# Oldroydella costata
Oldroydella costata là một loài ruồi trong họ Asilidae. Oldroydella costata được Joseph & Parui miêu tả năm 1999.